# Жежмарский район
Жежмарский район (лит. Žiežmarių rajonas) — административно-территориальная единица в составе Литовской ССР, существовавшая в 1950—1955 годах. Центр — местечко Жежмаряй.
Жежмарский район был образован в составе Каунасской области Литовской ССР 20 июня 1950 года. В его состав вошли 24 сельсовета Кайшядорского уезда.
28 мая 1953 года в связи с ликвидацией Каунасской области Жежмарский район перешёл в прямое подчинение Литовской ССР.
1 июля 1955 года Жежмарский район был упразднён, а его территория разделена между Езнасским (3 сельсовета), Кайшядорским (7 сельсоветов) и Вевисским (2 сельсовета) райономи.